# Хабицова, Лариса Батрбековна
Лари́са Батрбе́ковна Ха́бицова (р. 29 декабря 1950, Дзауджикау, РСФСР, СССР) — советский и российский государственный и партийный деятель. Председатель Парламента Республики Северная Осетия-Алания (2005—2012).

## Биография
Выпускница факультета иностранных языков Северо-Осетинского Государственного Университета.
С мая 1999 года — Первый заместитель Председателя Парламента Республики Северная Осетия-Алания. С 30 июня 2005 года — Председатель Парламента Республики Северная Осетия-Алания. С 21 ноября 2012 года — советник главы Республики Северная Осетия-Алания по внутренней политике.
Президент Федерации художественной гимнастики Республики Северная Осетия-Алания.

## Награды
- Орден Почёта (2005)
- Медаль За трудовую доблесть
- Орден Почёта (2009, Южная Осетия) — за заслуги в деле поддержания мира и стабильности на Кавказе, активное участие в отстаивании независимости и территориальной целостности Республики Южная Осетия, защите прав и свобод её жителей[3]
- Орден Дружбы (2006, Южная Осетия)[4]
- Медаль «В ознаменование 10-летия Победы в Отечественной войне народа Южной Осетии» (21 августа 2018 года, Южная Осетия) — за вклад в развитие и укрепление дружественных отношений между народами и в связи с празднованием 10-й годовщины признания Российской Федерацией Республики Южная Осетия в качестве суверенного и независимого государства[5].
- Лауреат национальной премии общественного признания достижений женщин «Олимпия» Российской Академии бизнеса и предпринимательства[6] в 2007 г.